# Fonden för psykisk hälsa
Fonden för psykisk hälsa, tidigare Psykiatrifonden, är en skattebefriad ideell förening i Sverige som samlar in pengar till forskning och information om psykisk ohälsa.
Psykiatrifonden startades den 27 januari 1993 och har sedan dess årligen delat ut medel för forskning och verksamhetsutveckling. I juni 2014 lanserade Psykiatrifonden kampanjen #allakännernågon.
Närmare en av fyra personer är drabbade av psykisk ohälsa i Sverige. Psykisk ohälsa är den vanligaste orsaken till att personer står utanför arbetsmarknaden.
Psykiatrifonden har de senare åren ökat sitt fokus på att särskilt motverka stigmatisering av personer med psykisk ohälsa. Sedan 2009 delar Psykiatrifonden ut ett särskilt pris för arbete mot fördomar.
Professor Martin Schalling är sedan 12 mars 2014 psykiatrifondens ordförande.